# Porcelana Arita
Porcelana Arita (有 田焼, Arita-yaki) é um termo amplo para a porcelana japonesa feita na área ao redor da cidade de Arita, na antiga província de Hizen, no noroeste de Kyūshū durante o início do período Edo (1600 – 1868). As porcelanas de Arita são frequentemente decoradas em vermelho-marrom, azul-verde, amarelo, azul e ouro, ostentando desenhos tipicamente japoneses e formas geométricas.

## História

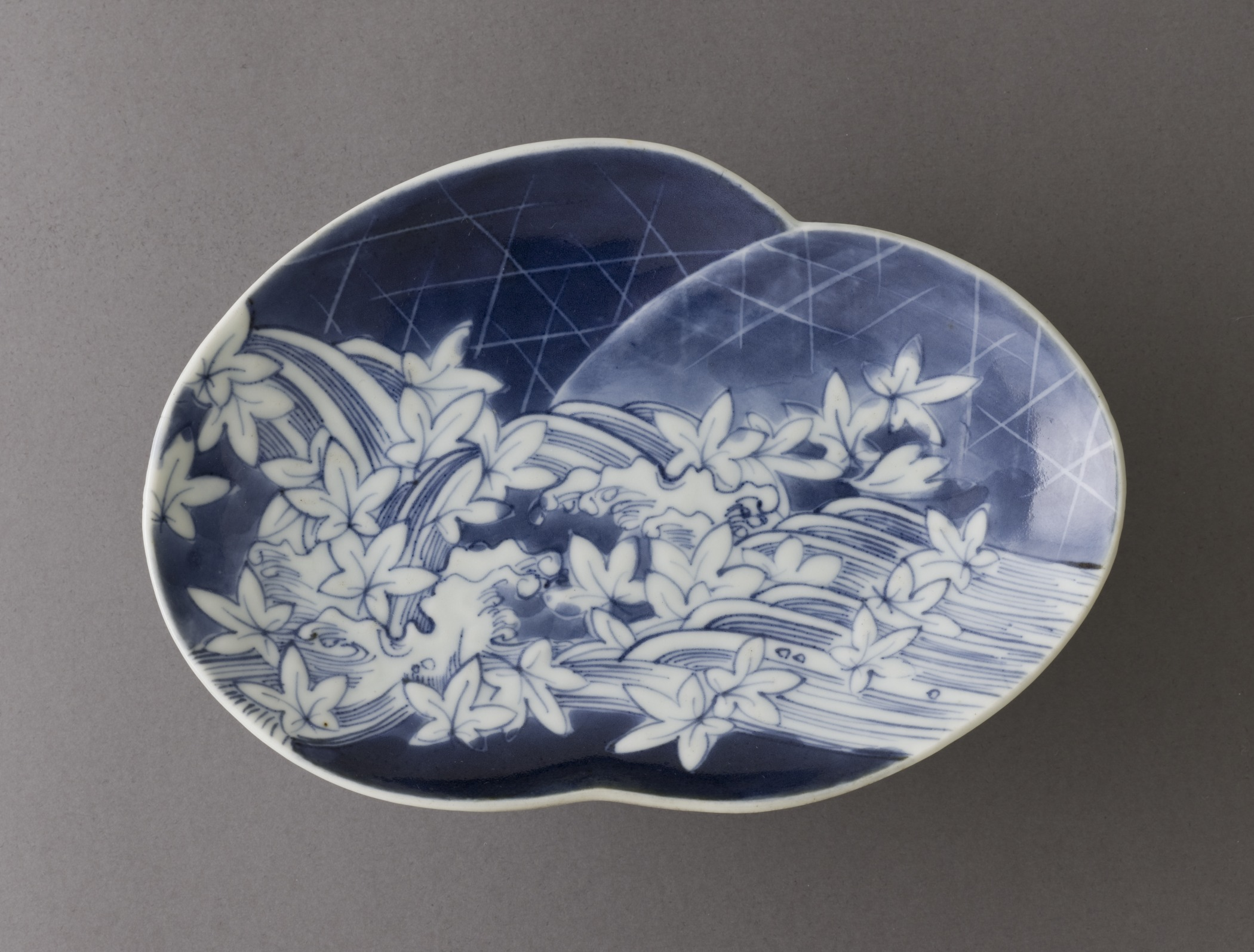
Prato da porcelana de Arita com o sub-esmlate azul, com desenho de um rio, córregos e folhas de bordo, c. 1650-1670, período Edo.

De acordo com a tradição, o oleiro coreano Yi Sam-pyeong, ou Kanagae Sanbee (金 ヶ江三兵衛), é muitas vezes considerado o pai da porcelana Arita. Esta narrativa é, porém, contestada por muitos historiadores.
Sakaida Kakiemon aperfeiçoou o estilo de Ri Sampei após 1640, produzindo porcelanas coloridas de várias cores que foram largamente exportadas para a Europa pelos mercadores holandeses de Nagasaki. Entretanto, no final do século XVIII a produção em massa levou a uma queda da qualidade dessas porcelanas.
A primeira porcelana feita no Japão seguiu a descoberta da argila de porcelana perto de Arita no final do século XVI. Uma série de fornos abriu-se na área e uma variedade considerável de estilos foi feita. A porcelana japonesa de exportação destinada à Europa usava geralmente formas ocidentais e decoração chinesa.
A porcelana de Arita era originalmente chamada "Porcelana de Imari", porque era exportada através do porto de Imari. Durante o período Meiji (1868 – 1912) a porcelana era produzida por todo o país, então a necessidade de distinguir a porcelana de Arita das outras levaram ao uso do nome "Porcelana de Arita"; como resultado, os nomes Imari e Arita foram usados indistintamente. No Ocidente, a porcelana de Arita era conhecida por vários nomes, incluindo Imari, Amaru, Japão Antigo e Kakiemon. A porcelana era produzida em grandes quantidades, tanto para exportação para o Sudeste Asiático e para a Europa, via Holanda, quanto para uso pela nobreza e mercadores.

## Atualidade
Arita e o porto próximo de Imari ainda estão fortemente ligados com a fabricação e exportação de porcelana japonesa, e Izumiyama é agora uma grande pedreira. Sua porcelana mais fina está esgotada, embora novos depósitos sejam encontrados ao redor da região.

## Galeria

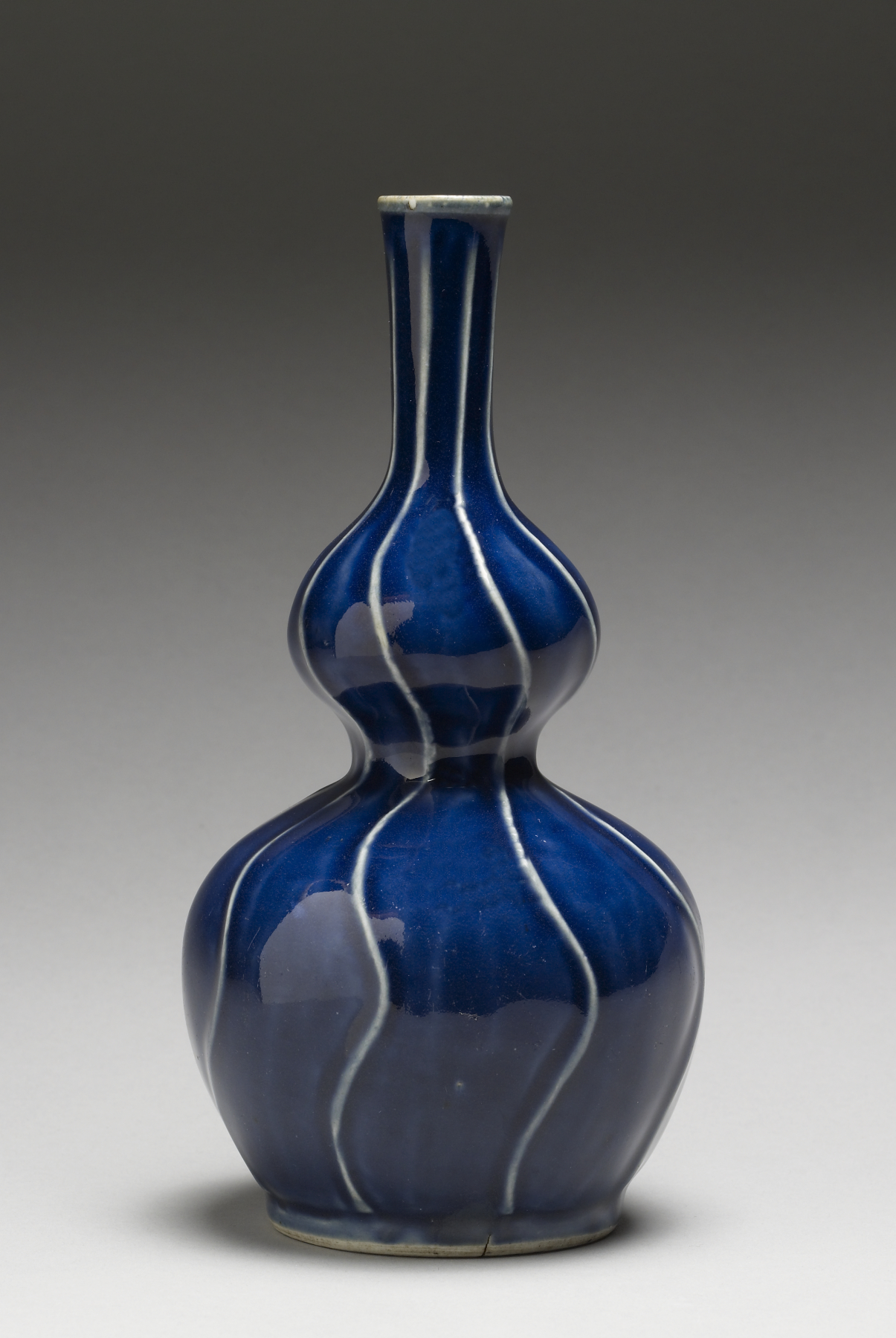
Garrafa de saquê.
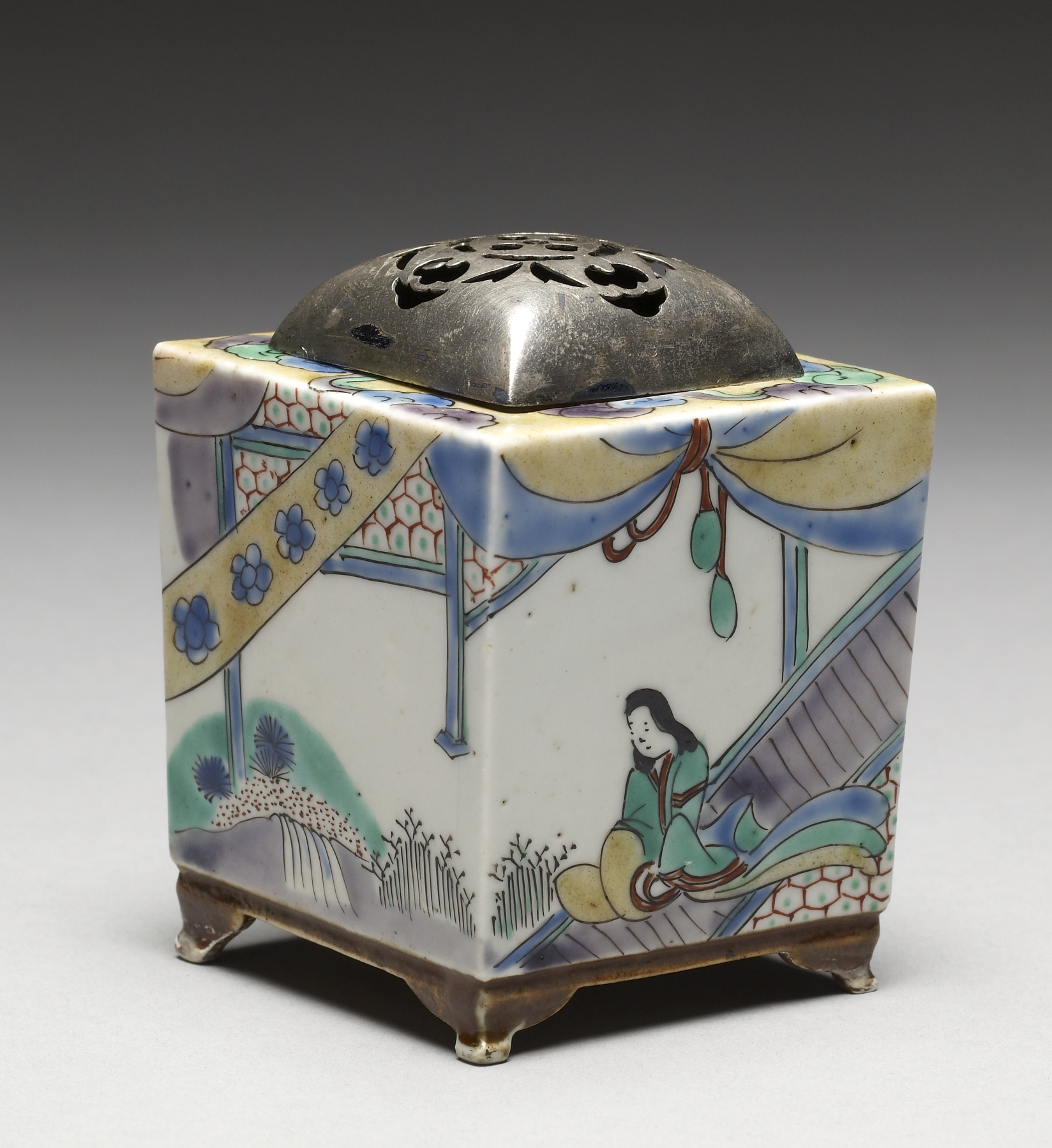
Incensário (Koro) com cenas domésticas.
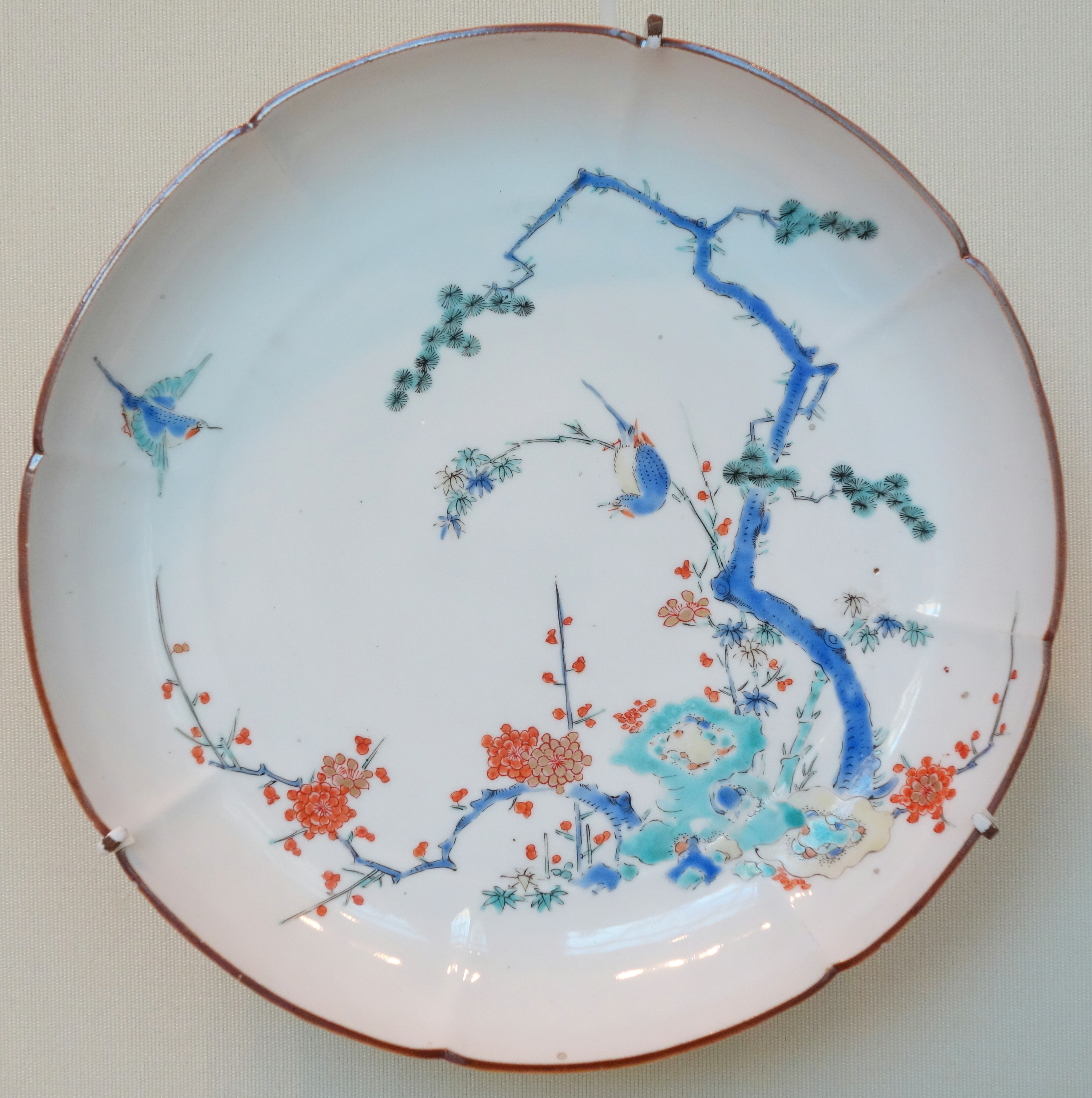
Prato do tipo Kakiemon, porcelana esmaltada.
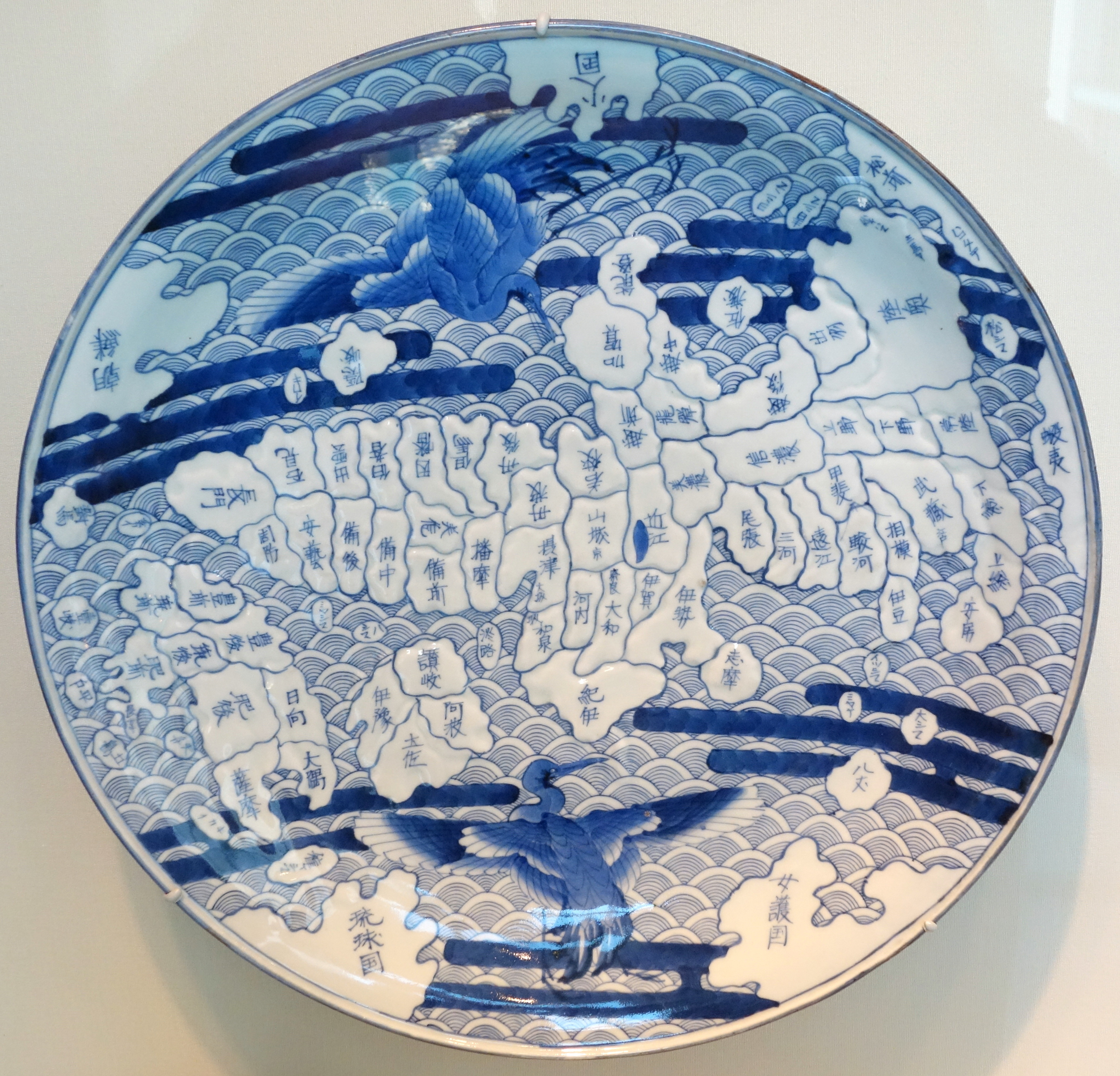
Prato com o mapa do Japão.